# 市岡寿
市岡 寿（いちおか ひさし、1893年（明治26年）5月26日 - 1963年（昭和38年）2月14日）は、日本の海軍軍人。最終階級は海軍中将。

## 経歴
岐阜県出身。成城中学校を経て、1914年12月、海軍兵学校（42期）を卒業し、1915年12月、海軍少尉に任官。海軍大学校で航海学生として学ぶ。第15潜水隊付、「駒橋」航海長、「磐手」分隊長、「第51潜水艦」艤装員、「第34潜水艦」長心得、第1潜水戦隊参謀、連合艦隊参謀、横須賀鎮守府付、「北上」航海長などを歴任し、1928年12月、海軍大学校（甲種26期）を卒業。
「春日」教官、海軍省教育局員、欧米出張、皇族（高松宮宣仁親王）付武官、第24潜水隊司令、軍令部副官、「由良」艦長、「香取」兼「鹿島」艤装員長、「香取」艦長、連合艦隊司令部付、第6艦隊参謀長、海兵教頭などを歴任し、1941年10月、海軍少将に進級。
太平洋戦争には1942年2月、第2潜水戦隊司令官として出征した。その後、海大教頭、第8潜水戦隊司令官、兼第15根拠地隊司令官（ペナン）、海上護衛参謀副長などを務め、1945年5月、海軍中将となった。海軍潜水学校長兼呉潜水戦隊司令官として終戦を迎え、同年10月に予備役に編入。1947年2月、戦犯容疑で拘留され（容疑については伊号第八潜水艦#国際法違反事件を参照）、裁判において軍令部第一部長であった中澤佑と対立した。同年11月28日、公職追放仮指定を受けた。翌年2月に重労働20年の判決があったが、1958年5月に釈放された。

## 栄典
勲章
- 1942年（昭和17年）9月8日  - 勲二等瑞宝章[2]